# Friedrich Hagenauer
Friedrich Hagenauer (Signum H, FH, F.H.C (Coleniensis); * um 1499 in Straßburg; † nach 1546 in Köln) war ein deutscher Medailleur und Bildschnitzer.

## Leben
Friedrich Hagenauer war ein Sohn des Bildschnitzers Nikolaus Hagenauer. Dem Vater werden die Figuren des Altars im Straßburger Münster und am Isenheimer Altar zugeschrieben.

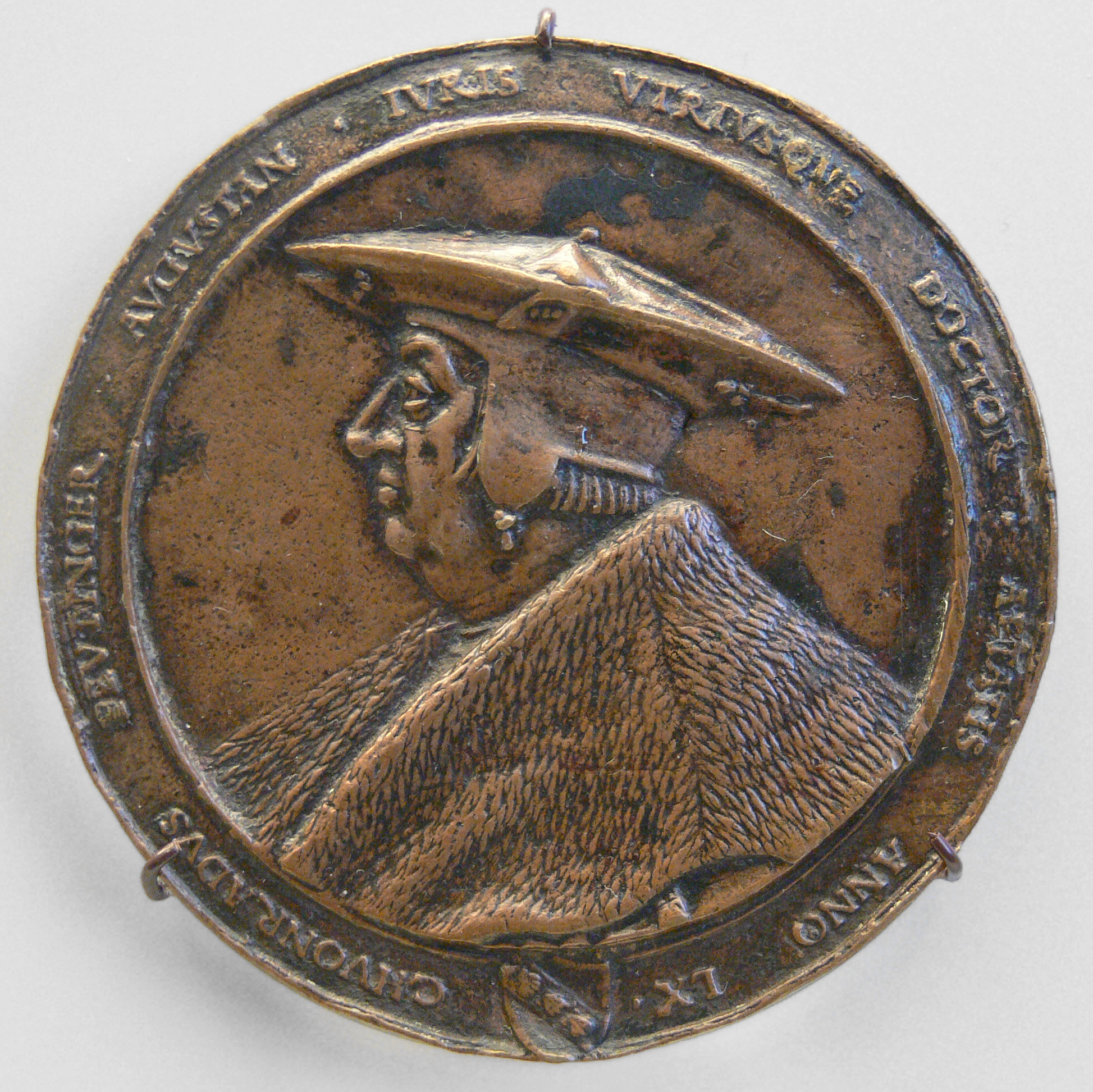
Friedrich Hagenauer: Medaille mit Bildnis des Konrad Peutinger (1527, Bronze)

Durch die Datierung und Signierung seiner Medaillen ist nachweisbar, dass Friedrich Hagenauer über Nürnberg, Passau, Regensburg und Salzburg 1526 nach Augsburg wanderte. Dort hielt er sich bis 1532 auf. In Augsburg war er äußerst produktiv, schuf 100 Medaillen auf Augsburger Persönlichkeiten, z. B. Konrad Peutinger, Georg Vitil, Margarete von Frundsberg und Anna Rehlinger von Haldenberg. 1530 hatte er zum Reichstag die Gelegenheit, deutsche Fürsten zu porträtieren.
Seine Wanderschaft brachte ihn 1533 über Baden in das Rheinland. In Köln lebte er bis zu seinem Tod, vermutlich 1546/47. Dort schuf er seine vielleicht berühmteste Medaille auf Philipp Melanchthon, der sich dort 1543/44 aufhielt.
Hagenauers Modelle wurden in Buchsbaum geschnitten, die Güsse davon waren meist einseitig. Die Gestaltung der Medaillen zeichnet ein flaches Relief aus, es gibt viele Profildarstellungen, die Gewänder wurden sehr genau dargestellt.
Insgesamt schuf Friedrich Hagenauer etwa 235 Medaillen. Er gehört mit Hans Schwarz, Christoph Weiditz, Hans Daucher und Matthes Gebel zu den bedeutendsten Meistern der deutschen Renaissance-Medaille.

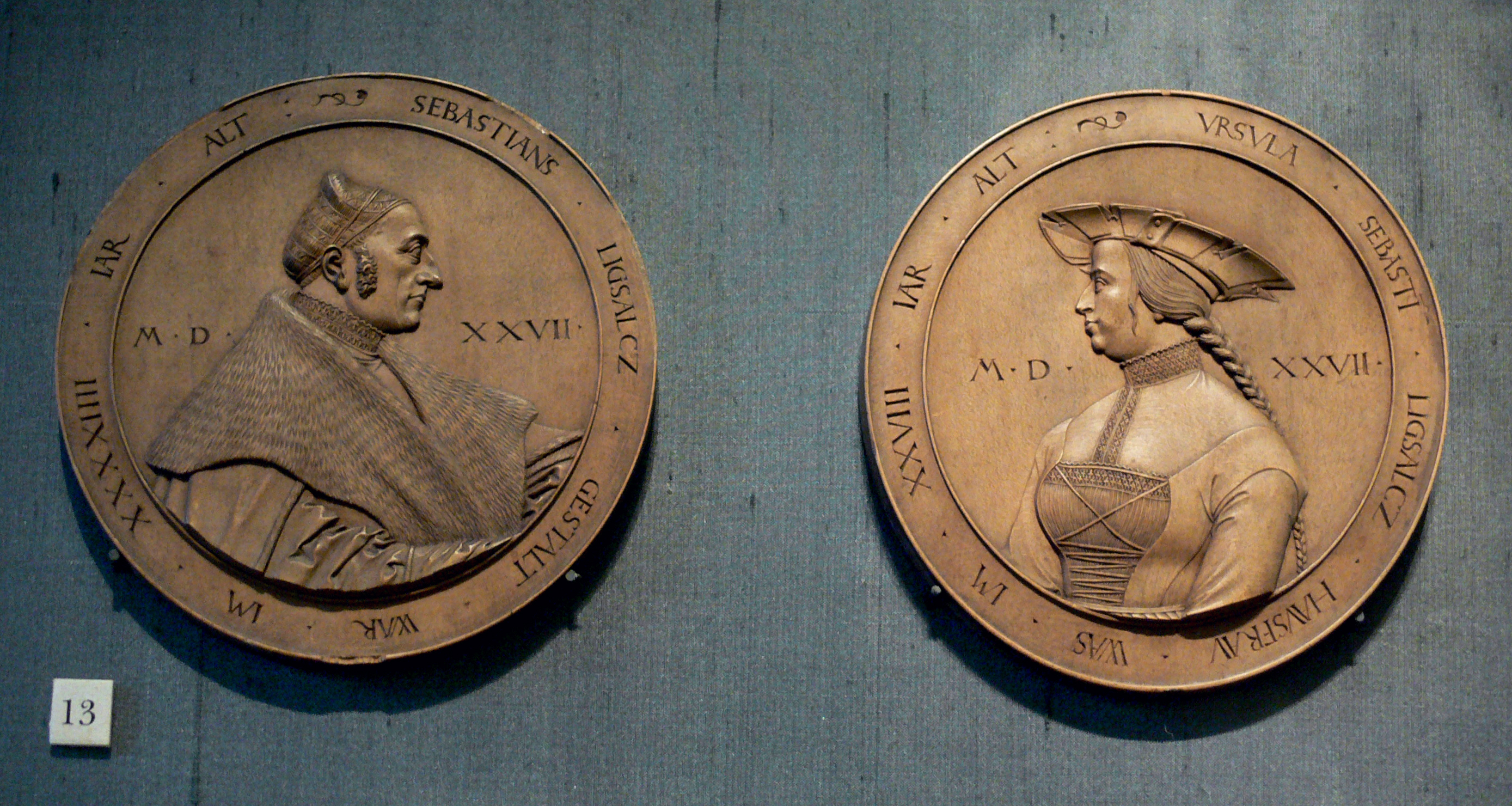
Medaillen mit den Porträts von Sebastian und Ursula Ligsalz im Bayerischen Nationalmuseum

Ein Bronze-Abguss des Holzmodells einer 1527 unsignierten, aber für Hagenauer typischen Medaille auf Ursula Ligsalz († 1551), zweite Ehefrau des Augsburger Patriziers Sebastian Ligsalz (1483–1534) findet sich heute im Bayerischen Nationalmuseum.